# Кочетова, Нина Тихоновна
Нина Тихоновна Кочетова (род. 26 января 1939, Кузовка, Тульская область) — советский хозяйственный, государственный и политический деятель, Герой Социалистического Труда.

## Биография
Родилась в 1939 году в селе Кузовка. Член КПСС.
С 1962 года — на хозяйственной, общественной и политической работе. В 1962—2000 гг. — работница на Череповецкой племстанции, главный зоотехник племзавода-колхоза имени Ленина Новомосковского района Тульской области, председатель мясо-молочного кооператива агропромышленного объединения «Новомосковское».
За разработку и внедрение научно обоснованной технологии производства молока на комплексе промышленного типа с беспривязным боксовым содержанием скота была в составе коллектива удостоена Государственной премии СССР 1979 года.
Указом Президиума Верховного Совета СССР от 28 октября 1988 года присвоено звание Героя Социалистического Труда с вручением ордена Ленина и золотой медали «Серп и Молот».
Живёт в Тульской области.